# Лащухін Михайло Сидорович
Михайло Сидорович Лащухін (4 листопада 1874 — ?) — селянин, депутат Державної думи IV скликання від Таврійської губернії.

## Життєпис
Селянин села Тимашівка Тимашівської волості Мелітопольського повіту Таврійської губернії. Випускник початкового Тимашівського народного училища. Відбув військову службу. З 1906 року у запасі. Був помічником сільського, а потім волосного писаря, пізніше листовод земського начальника. Був членом правління позичково-ощадного товариства. Займався землеробством на 21 десятині власної землі, яка являла собою відруб. Його власність — сільськогосподарський інвентар і будівлі — була оцінена в 1 тисячу рублів.
25 жовтня 1912 року обраний до Державної думи IV скликання від з'їзду уповноважених волостей Таврійської губернії. Приєднався до Прогресивної фракції. З другої сесії — до групи Незалежних, а згодом став членом селянської групи. Був членом думських комісій: у переселенських справах; земельної комісії; з місцевого самоврядування; з робітничого питання; з народної освіти; продовольчої комісії; з боротьби проти німецького засилля.
У революцію і після лютого 1917 року перебував у Петрограді «майже щодня відвідував Думу».
Подальша доля та дата смерті невідомі.

## Сім'я
- Дружина ? (?-?)[1]
  - Син — ? (?-?)[1]

### Архіви
- Російський державний історичний архів. Фонд 1278. Опис 9. Справа 426.